# Volby v Litvě
Volby v Litvě jsou svobodné. Volí se do parlamentu, Evropského parlamentu a každých pět let probíhají přímé prezidentské volby. Do parlamentu je voleno 141 poslanců na čtyřleté volební období. Užívá se smíšený volební systém, kde 70 poslanců se volí poměrným volebním systémem a 71 poslanců se volí dvoukolovým většinovým systémem v jednomandátových obvodech. Do Evropského parlamentu se volí poměrným volebním systémem. 

## Dominantní politické strany
- Litevská sociálnědemokratická strana
- Vlastenecký svaz - litevští křesťanští demokraté
- Svaz zelených a rolníků
- Právo a spravedlnost
- Strana práce
- Strana svobody
- Liberální hnutí